# 北票頜龍屬
北票颌龙（属名：Beipiaognathus，意为北票市的颚）是虚骨龙类可疑的一属，化石在中国辽宁早白垩世的义县组发现。
该属最初根据以下两个特征而分配至美颌龙科：扇形的背部神经棘和手部健壮的I-1指骨。但是，北票颌龙在其他方面也和其它美颌龙科不同：牙齿呈锯齿形和圆锥形；尺骨成比例延长；手部II-1指骨更长、更坚固；尾巴更短。
義大利古生物學家安德里亚·考尔（Andrea Cau）非正式的指出其化石存在许多疑点，表明它是人为组装的，使标本成为系统发育上无信息的嵌合体。另外，他认为该属的特征并非美颌龙科所独有的，因为在似鸟龙下目和伤齿龙科动物中也能看到扇形神经棘，在阿瓦拉慈龙类中也能看到坚固的I-1指骨。